# Eggther (księżyc)
Eggther (Saturn LIX) – mały księżyc Saturna, odkryty przez Scotta S. Shepparda, Davida C. Jewitta i Jana T. Kleynę na podstawie 25 obserwacji przeprowadzonych za pomocą Teleskopu Subaru w latach 2004–2007; (przy obliczeniach brali udział także Brian G. Marsden i Robert A. Jacobson). Jego odkrycie zostało ogłoszone 7 października 2019 roku w biuletynie elektronicznym Minor Planet Electronic Circular w serii publikacji o 20 nowoodkrytych księżycach Saturna.

## Nazwa
Oficjalną nazwę księżyca ustanowiono w 2022 roku od Eggþéra - olbrzyma z mitologii nordyckiej, stróża ogłaszającego Ragnarök – jako że satelita ten należy do grupy nordyckiej księżyców nieregularnych Saturna, poruszających się ruchem wstecznym.

## Charakterystyka
Eggther ma około 4 km średnicy i okrąża Saturna w średniej odległości prawie 20 mln km od niego, w ciągu 1033 ziemskich dni.